# Jacek Klawe
Jacek Klawe, również jako Jacek Jan Klawe i Jacek J. Klawe – profesor nauk o zdrowiu.
Absolwent Wydziału Lekarskiego Akademii Medycznej w Warszawie (1990). W latach 1990-1999 asystent a następnie adiunkt w Katedrze i Zakładzie Fizjologii Człowieka oraz adiunkt w Katedrze i Zakładzie Fizjologii Doświadczalnej i Klinicznej Akademii Medycznej w Warszawie. W 1995 rozpoczął pracę w Akademii Medycznej w Bydgoszczy - obecnie Collegium Medicum Uniwersytetu Mikołaja Kopernika. Na tej uczelni był m.in. Prodziekanem ds. Studenckich i Polityki Kadrowej Wydziału Nauk o Zdrowiu, kierownikiem Katedry i Zakładu Higieny i Epidemiologii oraz kierownikiem Studium Medycznego Kształcenia Podyplomowego i Edukacji Zdrowotnej.  
Doktorat uzyskał w 1993 na podstawie rozprawy Wpływ pobudzenia baroreceptorów tętniczych i mechanoreceptorów krtani i tchawicy na opór dróg oddechowych u ludzi. W 2004 uzyskał habilitację na podstawie rozprawy Obturacyjny bezdech senny w procesie biologicznego starzenia się organizmu. Profesor nauk o zdrowiu (2014). 
Był konsultantem krajowym w zakresie higieny i epidemiologii (powołanie przez Ministra Zdrowia w 1998). 